# Alessandro Bazan
Alessandro Bazan (Palermo, 21 febbraio 1966) è un pittore italiano.

## Biografia e attività artistica
Palermitano, si diploma all'Accademia di belle arti di Urbino nel 1987.
Pittore figurativo, esponente e capofila dagli anni '90 della cosiddetta Scuola di Palermo, è tra i primi pittori siciliani, insieme a Fulvio Di Piazza, Andrea Di Marco e Francesco De Grandi, a riscoprire la pittura di Guttuso, reinterpretandola e mescolandola con riferimenti alla cultura pop e cinematografica.
Nel 2005 si tiene l'antologica Jazz Paintings nel Palazzo della Penna a Perugia, con catalogo edito da Skira a cura di Luca Beatrice, mentre nel 2012 espone alla Galleria d'arte moderna di Palermo, con la personale Moderna. Partecipa inoltre alle Quadriennali di Roma del 1999 e del 2008.
Sue opere fanno parte della permanente del Museo di Arte Contemporanea di Palermo a Palazzo Riso.
È docente di Fenomenologia del corpo, Elementi di morfologia e dinamiche della forma, Anatomia dell'immagine, Anatomia artistica e Disegno per la scultura presso l'Accademia di Belle Arti di Palermo.